# Laminacauda nana
Laminacauda nana é uma espécie de aranhas araneomorfas da família Linyphiidae encontrada no Chile. Esta espécie foi descrita pela primeira vez em 1991, pelo biólogo Millidge.